# Deep Space 1

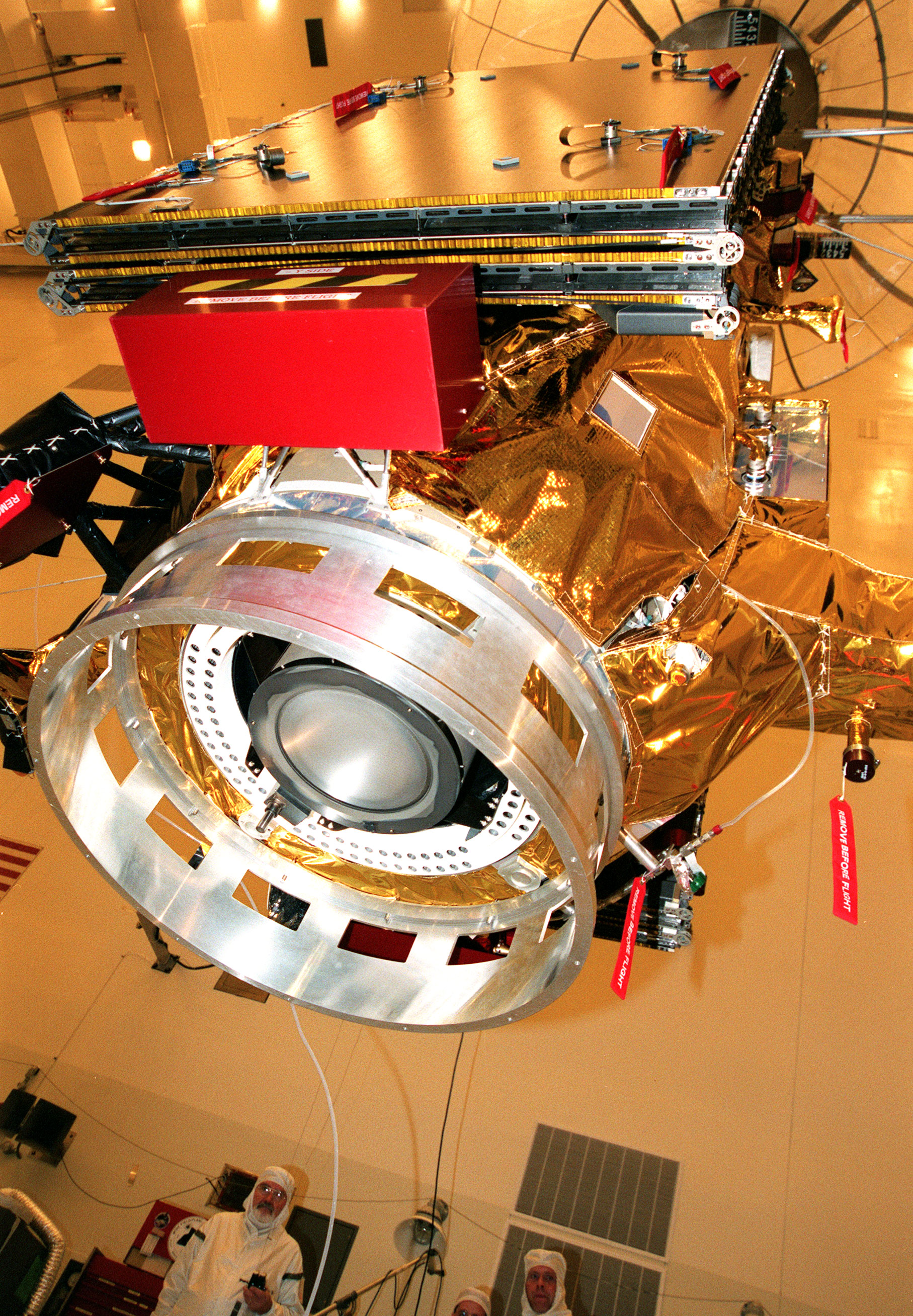
Зонд «Deep Space 1», підготовка до установки в РН.

Deep Space 1 (Діп Спейс Уан, «Далекий Космос-1») — експериментальний автоматичний космічний апарат, запущений 24 жовтня 1998 ракетою-носієм «Дельта-2» як частина програми НАСА «Нове Тисячоліття». Основною метою польоту було випробування дванадцяти зразків новітніх технологій, здатних значно знизити вартість і ризики космічних проєктів.
Ці зразки охоплювали:
- Іонний двигун електростатичного типу (іонізований газ розганяється в електростатичному полі, створюючи реактивну тягу).
- Autonav — автономна система навігації, що зводить звести до мінімуму необхідність коригування руху апарата з Землі, а також здатна наводити на цілі фотоапаратуру зонда.
- Remote agent — програмне забезпечення, здатне до самотестування і самовідновлення після збоїв.
- SDST (Small, Deep-Space Transponder) — мініатюризована система дальнього радіозв'язку.
- MICAS (Miniature Integrated Camera And Spectrometer) — малогабаритна, легка відеосистема, яка об'єднує цифрову фотокамеру і спектрометр.
- PEPE (Plasma Experiment for Planetary Exploration) — інтегрований масив наукових інструментів для вивчення космічної плазми, сонячного вітру, електромагнітних полів і заряджених частинок.
- SCARLET (Solar Concentrator Array of Refractive Linear Element Technologies) — легкі та ефективні сонячні батареї.
- Експеримент «Beacon Monitor» — апарат посилав сигнали тільки про свій загальний стан, скорочуючи вартість наземних операцій.[2]

Апарат «Deep Space 1» успішно виконав основну мету польоту і розпочав виконання додаткових завдань: зближення з астероїдом Брайль і кометою Борелли , передавши на Землю значний обсяг цінних наукових даних і зображень. Програма «Deep Space 1» була визнана закінченою 18 грудня 2001.

## Технології

### Автономна навігація Autonav
Система автономної навігації Autonav, розроблена в Лабораторії реактивного руху NASA, працює із зображеннями відомих яскравих астероїдів. Астероїди у внутрішній частині Сонячної системи переміщуються відносно інших тіл з відомими і передбачуваними швидкостями. Тому космічний апарат може визначити їх відносне положення шляхом відстеження подібних астероїдів на тлі зірок, які, у використовуваному масштабі часу, вважаються нерухомими. Два або більше астероїди дозволяють апарату обчислити свою позицію за допомогою тріангуляції; дві або більше позиції в часі дозволяють КА визначити свою траєкторію. Стан КА відстежується за його взаємодією з передавачами Deep Space Network (DSN), що діють обернено до Глобальної системи позиціювання (GPS). Однак, відстеження за допомогою DSN вимагає безлічі підготовлених операторів, а мережа DSN перевантажена, оскільки використовується як мережа зв'язку. Використання системи Autonav знижує вартість місій і вимоги до DSN.
Система автономної навігації Autonav може використовуватися й у зворотний бік, для відстеження розташування тіл відносно КА. Це використовується для наведення на ціль інструментів для наукових досліджень. У програму апарата внесено дуже грубе визначення місцеположення мети. Після початкових налаштувань, Autonav утримує об'єкт в полі видимості, одночасно керуючи становищем КА. Наступним космічним апаратом, що використав Autonav, був Deep Impact.